# Речицкий повет
Ре́чицкий пове́т (пол. Powiat rzeczycki) — административная единица в составе Минского воеводства Великого княжества Литовского (c 1569 года в составе Речи Посполитой). Центр повета — Речица, в 1772—1793 годах — Бобруйск.
Повет граничил: с севера с Минским поветом и Мстиславским воеводством; на востоке с Мстиславским воеводством и Стародубским полком Смоленского воеводства и Черниговского полка; на юге с воеводством Киевским; на западе с Мозырьским поветом и княжеством Слуцким в Новогрудском воеводстве

## История
При Ягайло город Речица входил в Состав Виленского княжества.
Речицкая территория относилась к Поднепровским волостям Виленского повета. Речицкое «наместницво» в 1481 году взял себе Ивач, дав за него королю восемь корабельников. Ко времени издания первого Статута, Речицкий правитель назывался уже и наместником и державцею. Так в одном акте 1523 года пан Семен Полозович назван наместником, но в привиле, выданном в 1527 году князю Ивану Михайловичу на держание замка Речицкого по живот пана Семена Полововича (державца с 1522 по 1532 год), последний назван уже державцею Речицким.
Повет был создан в 1566 году в ходе административной реформы в Великом княжестве Литовском. В 1667 году в состав повета было включено Лоевско-Любечское староство, поскольку бо́льшая часть Стародубского повета, в который оно входило, отошла к Российскому государству.
В начале правления короля Станислава Августа Понятовского суды и сеймики Речицкого повета проводились в Рогачеве. С 1776 года сеймики стали проходить в Речице.
В 1772 году, в ходе первого раздела Речи Посполитой часть территории повета отошла к Российской империи, а центр повета был перенесён в Бобруйск. В 1793 году, после присоединения оставшейся территории к Российской империи в ходе второго раздела Речи Посполитой, повет был ликвидирован.

## Административное деление
В состав повета входили территории ряда староств: Бобруйское, Гомельское, Пропойское, Рогачёвское, Речицкое и Чечерское, а также частные владения, наиболее значимыми из которых были Горваль (владение Сангушек), Добосна (владение Ходкевичей) и Стрешин (владение Виленского епископства).
В 1717 г. Речицкий повет имел 850 дымов волостных, земских, наследственных, шляхетских, духовных и старостных. В повете были староства и «королевщины» (пол. królewszczyzna) во власти короля: Гомельское; Речицкое; Рогачевское и Ректа; Бобруйское и Барычи; Лубоницкое и Столпыще, Королевская Слобода, Костройск, Луки; Чечерское и Наумковичи, Бычь-Кобыличи, Бычь, Даниловичи, Сапрыки, Мышкевичи, Грибы, Кошелево, Мирогощ, Головачи, Езёры, Стрелки; Пропойское и Гордуны, Росочищи, Хлусов, Колесниково, Баличи, Ухлово, Нарвиловка, Новосёлки, Туровичи, Кульшицы, Столпов, Липянка, Баген, Куликовская, Ковали, Сеножатки, Микуличи, Теребово.
На территории повета находилось ряд городов и местечек: Речица, Гомель, Бобруйск, Рогачёв, Пропойск, Чечерск и Хальч, Корма.
Согласно люстрации 1765 года в состав повета входило Гордуновское староство с центром в местечке Антоновичи.
В 1764—1766 годах в Речицкий повет входили парафии: Бобруйская, Гомельская, Пропойская, Речицкая, Чечерская. В 1789—1791 гг. присоединена к этому повету Карпиловская парафия, которая была виделена из Бобруйской парафии. Также этот повет делился по старинному обычаю на тракты, и это деление использовалось в текстах судебных актов: Бобруйский, Гомельский, Жлобинский, Журавичский, Пропойский, Речицкий, Рогачевский, Чечерский.

## Старосты
- с 1481 Квач (пол. Kwacz)
- в 1522 Сенько Полозович (умер до 20 февраля 1532 г.)
- с 20 февраля 1532 по 1545 князь Александр Михайлович Вишневецкий
- в 1555 Оникей Горностай[укр.] (пол. Onikej Hornostaj)
- с 1567 князь Р. Ф. Сангушка
- в 1576 году Остафий Валович (пол. Ostafi Wolowicz)
- по 1597 год — Я. И. Жижемский
- по 1619 его сын П. Я. Жижемский
- с 1626 Е. А. Слушка
- по 1639 сыновья Е.Слушка и Б.Слушка
- по 1713 сыновья Б.Слушки — Ю. и Д.Слушки
- по 1728 Пакош Казмеж (пол. Pakosz Kaźmierz)
- по 1737 паны Клановский, Паноша, Казимир Халецкий
- С 1737 по 1773 Князь Альбрехт Радзивилл
- С 1773 года Юзеф Юдицкий.

На 1792:
Последним Маршалком Речицкого повета был Казимир Хлевинский (польск. Kazmierz Chlewinski) который умер 19 октября 1792 года
Подкоморий — Станислав Воллович

## Население
В середине XVII века в повете насчитывалось 4 342 крестьянских хозяйства, а население составляло 34 736 человек.